# جزيرة أبوجاد (حجة)

تعديل مصدري - تعديل

جزيرة أبوجاد (أم السابعة) هي إحدى جزر مديرية ميدي التابعة لمحافظة حجة.